# Skurups station
Skurups station är en järnvägsstation på Ystadbanan i Skurup, Skåne län.
Skurups station består av en perrong på vardera sidan spåren.
Den gamla stationsbyggnaden i Skurup byggdes i samband med att “grevebanan” etablerades mellan Ystad och Malmö 1874. Det ledde till att Skurups stationssamhälle uppstod.
Idag används den gamla stationsbyggnaden som restaurang.
Stationen automatiserades 1996 i samband med att Ystadbanan elektrifierades.